# Pereskia guamacho
El guamacho (Pereskia guamacho) es una especie de planta que pertenece a la familia de las cactáceas y es uno de los pocos cactus con hojas desarrolladas y con aspecto de árbol. 

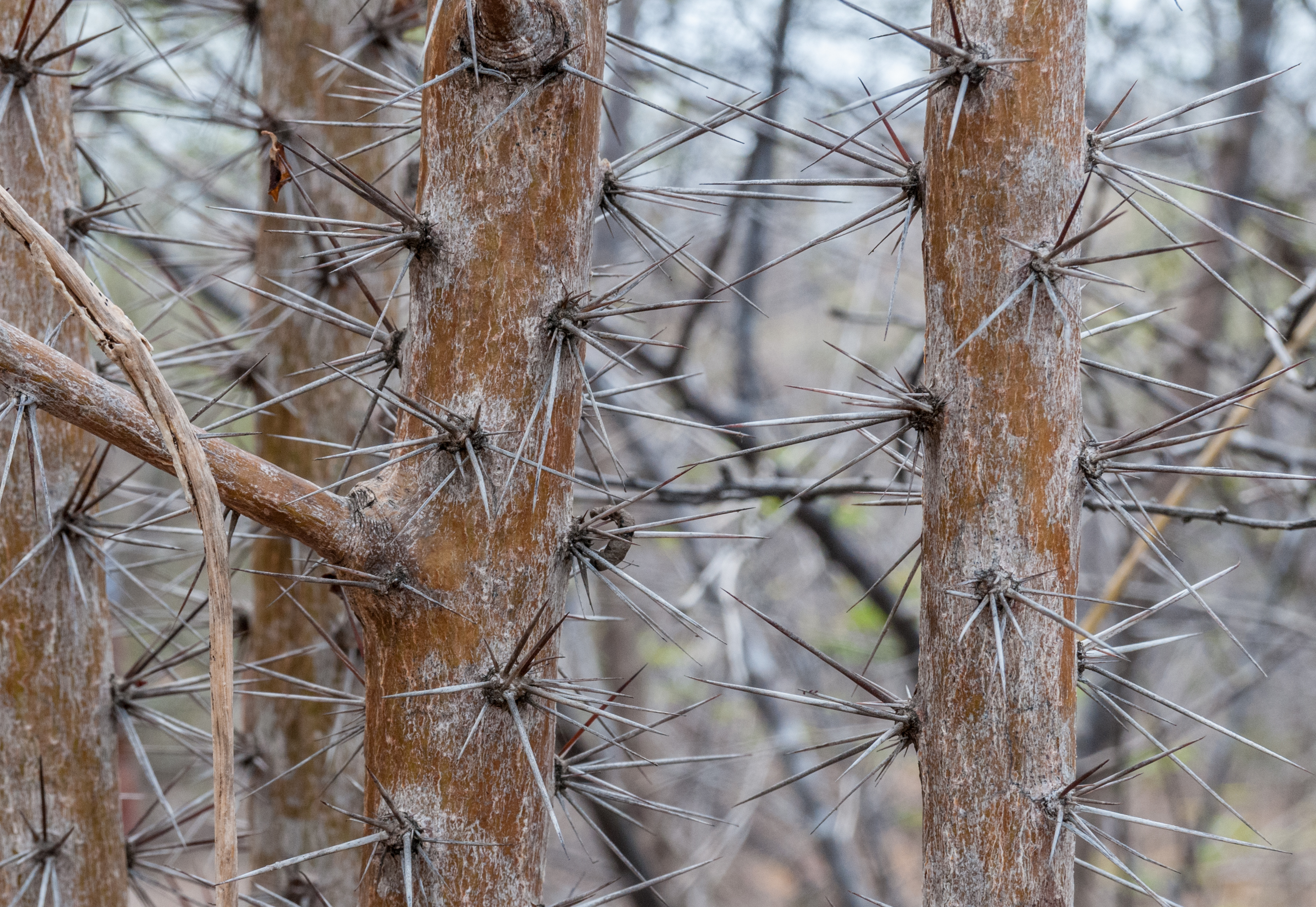
Vista de la planta

## Descripción
Es un árbol de hasta 8 metros de altura, con el tronco marrón, copa redonda de hasta 3 metros de diámetro, hojas simples, alternas, suculentas. Las flores son de antesis diurna de un color amarillo brillante, muy abundantes durante la floración, frutos comestibles; posee crecimiento lento. Sus frutos son globosos, verde amarillentos al madurar y contienen numerosas semillas negras.

## Distribución
Es originaria de América tropical desde México hasta el norte de Sudamérica, en Venezuela puede ser encontrado en las partes bajas de la cordillera de la Costa, desde la Guajira hasta el estado Sucre y Nueva Esparta. Es encontrado en regiones xerófilas. Gran parte de la distribución de las especies en Venezuela no se produce dentro de las áreas protegidas. Parte de una subpoblación se produce en el Parque nacional Cerro Saroche, en el estado Lara. Otra subpoblación se produce en la base de Monumento natural Santa Ana, en la Península de Paraguaná, estado Falcón.

## Taxonomía
Pereskia guamacho fue descrita por   Frédéric Albert Constantin Weber y publicado en Dictionnaire d'Horticulture 2: 938–939. 1898.
Etimología
Pereskia: nombre genérico llamado así en honor a Nicolas-Claude Fabri de Peiresc, botánico francés del siglo XVI, por quien también se nombró a la subfamilia Pereskioideae.
guamacho: epíteto
Sinonimia
- Rodocactus guamacho (Web.) Knuth
- Pereskia colombiana Britton & Rose
- Rhodocactus colombianus (Britton & Rose) F.M.Knuth
- Rhodocactus guamacho (F.A.C.Weber) F.M.Knuth[4]

## En la cultura popular
- La planta aparece mencionada (en diminutivo, "guamachito") en la que es quizá la canción más popular de la música llanera de Venezuela, Caballo viejo (canción), con letra y música de Simón Díaz.